# Jovan Mikić
Jovan Mikić - Spartak (Opovo, 13. svibnja 1914. — Subotica, 11. listopada 1944.) bio je atletičar i poznati borac NOP-a. Bio je asistent Više ekonomsko-komercijalne škole u Beogradu, inače poznati književnik, publicist, športaš-rekorder u atletici, aktivist NOP-a.
Rodio se u banatskom selu Opovu 13. svibnja 1914. godine u Opovu u Banatu u obitelji Hrvata, od oca Aleksandra koji je bio školski nadzornik i od majke Darinke koja je bila učiteljica. Bio je četvrto dijete.
Prve je športske korake napravio na terenu Bačke iz Subotice.
Surađivao je s Bunjevačkim kolom.
Sudionik je antifašističke borbe. 
Radi ubrzanja razvitka oružanog otpora, Glavni je štab Vojvodine krajem kolovoza 1944. od vojvođanskih postrojbi iz Srijema izvukao iskusne borce, iz Bačke. Dobro su ih naoružali i opremili te uputili u Bačku. Jedna je poslana u subotički kraj da bi postala jezgra za budući subotički partizanski odred. Marš po okupiranom području bio je dug 120 km. Kad je 23. kolovoza 1944. u partizanskim bazama kod Bačke Palanke formiran subotički partizanski odred koje je činilo 11 boraca Mikić je imenovan za zapovjednika. Poslije desetak dana odred je narastao na veličinu od 50 boraca. Kad su se pojavili, u osovinskih je snaga izazvao pometnju. Stanovištvo ih je radosno pomagalo. Kad je Mikić poslao prvo izvješće članu Pokrajinskog komiteta Gezi Tikvickom, u njemu je opisao oduševljenu potporu bunjevačkih Hrvata. Zabilježio je da su tri četvrtine salaša Hrvata spremne da partizanima budu baze.
Poginuo je u ratu 10. studenoga 1944. godine u završnim borbama na željezničkoj postaji. 
Tih zadnjih sati mađarske vlasti mađarski su okupacijski vojnici osiguravali si odstupnicu. Znali su da partizani dolaze vlakom. Radi svoje zaštite, sve zaposlenike na željeznici istjerali su na kolodvor da bi im bili zaštita. Mikić je mašarskim vojnicima kazao neka se predaju, jer su izgubili rat. Na to je jedan vojnik izvadio pištolj i ubio ga.
Velebnom pogrebu dvojice legendarnih partizanskih, Jovana Mikića i Tivadara Felegija te četvorice crvenoarmejaca nazočili su, od hrvatskih organizacija, i članovi hrvatskog pjevačkog društva Neven, Pučke kasine i Hrvatskog doma. Crkveni obred izvršio je rimokatolički svećenik Stipan Vujković, a srpski pravoslavni svećenik je opjevao poginule borce.
Bio je jugoslavenski reprezentativac u atletici i rekorder. Bio je državni rekorder u troskoku. Po Mikiću danas se zove športsko društvo Spartak iz Subotice i pokrajinska nagrada Jovan Mikić Spartak

## Vanjske poveznice
- Sports-reference  Arhivirana inačica izvorne stranice od 16. prosinca 2012. (Wayback Machine)